# Discman

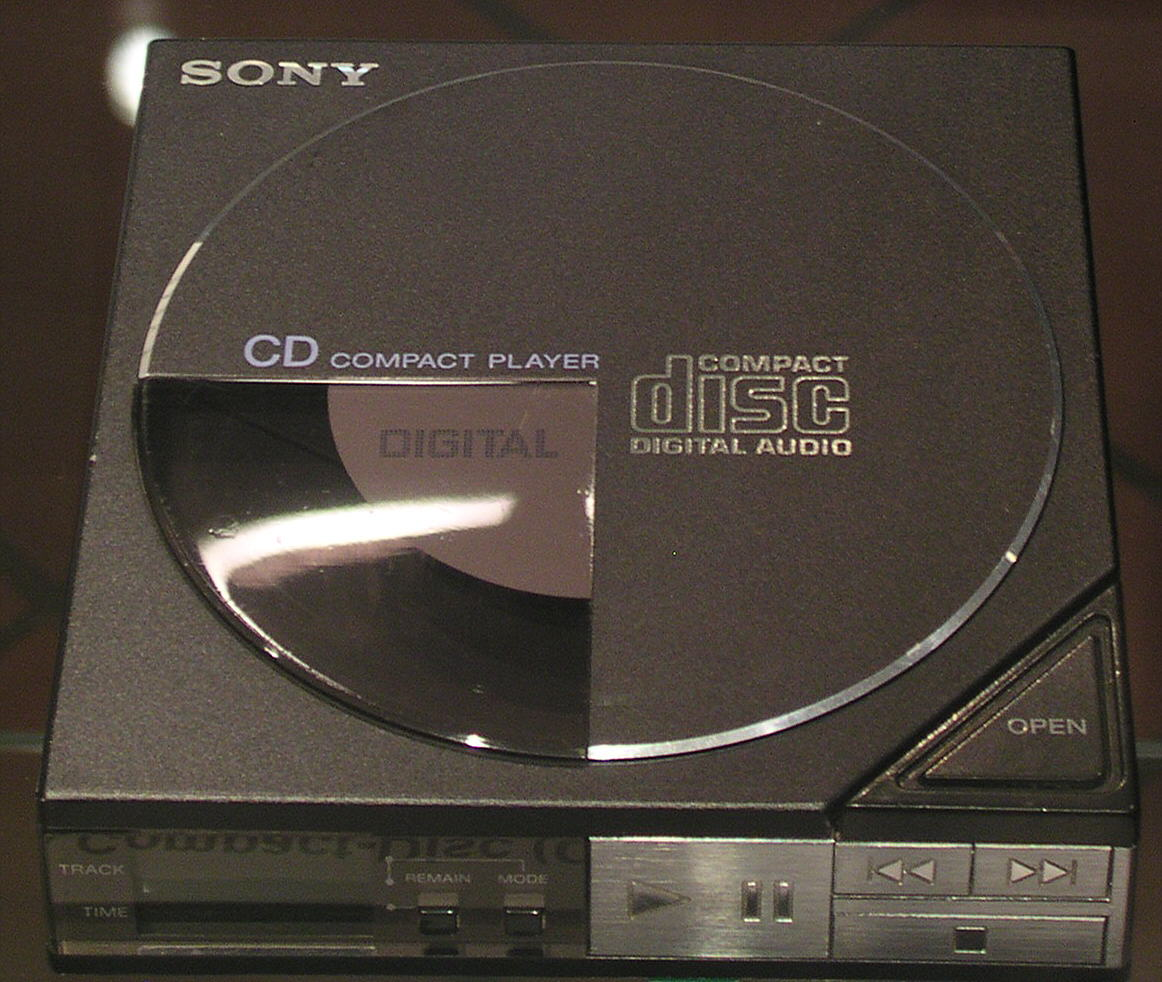
Sony D-50 — pierwszy discman bez dołączonego źródła zasilania.

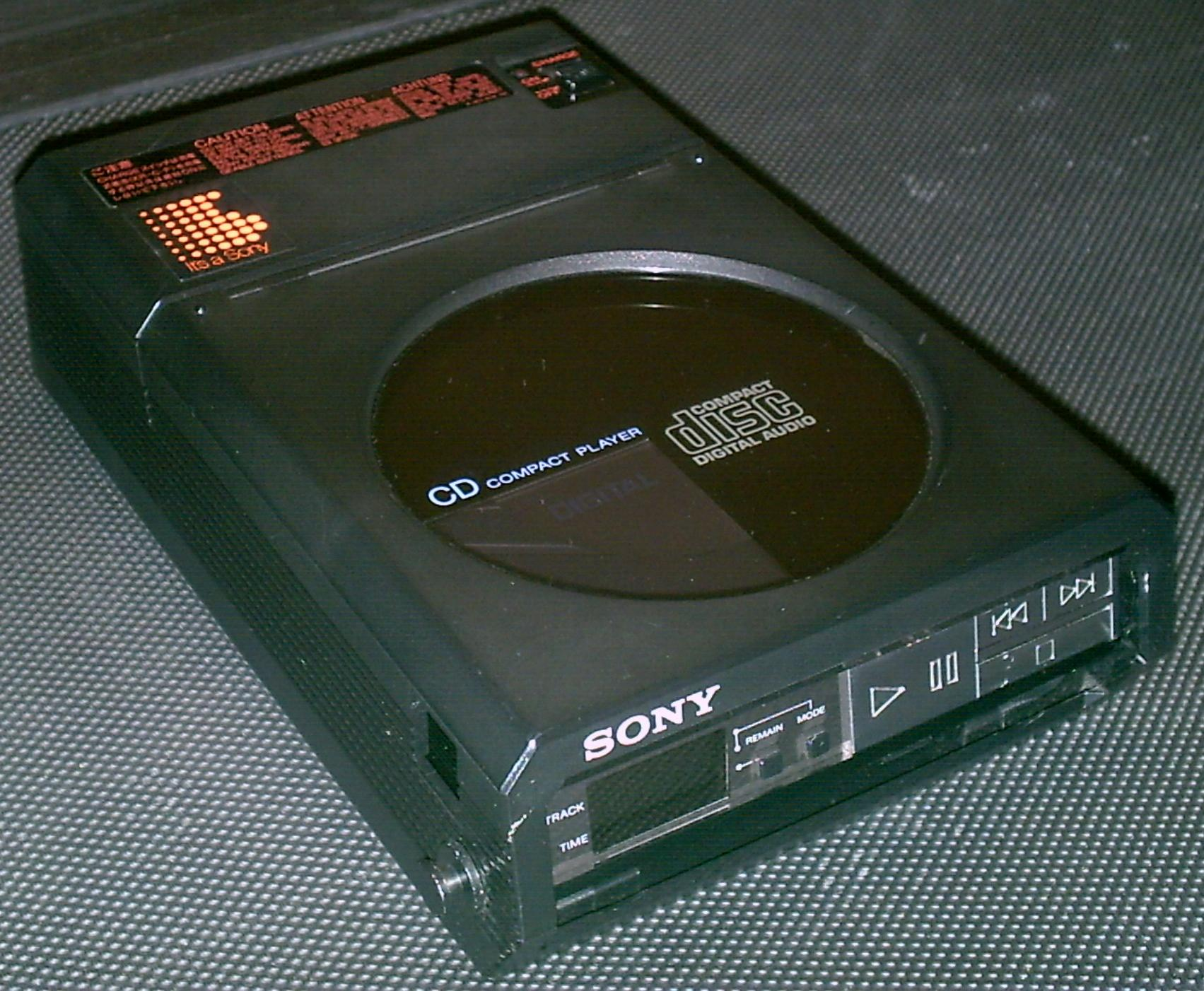
Sony D-50 wraz z kasetą baterii EBP-9LC, która jednocześnie pełniła funkcję dodatkowej obudowy ochronnej.

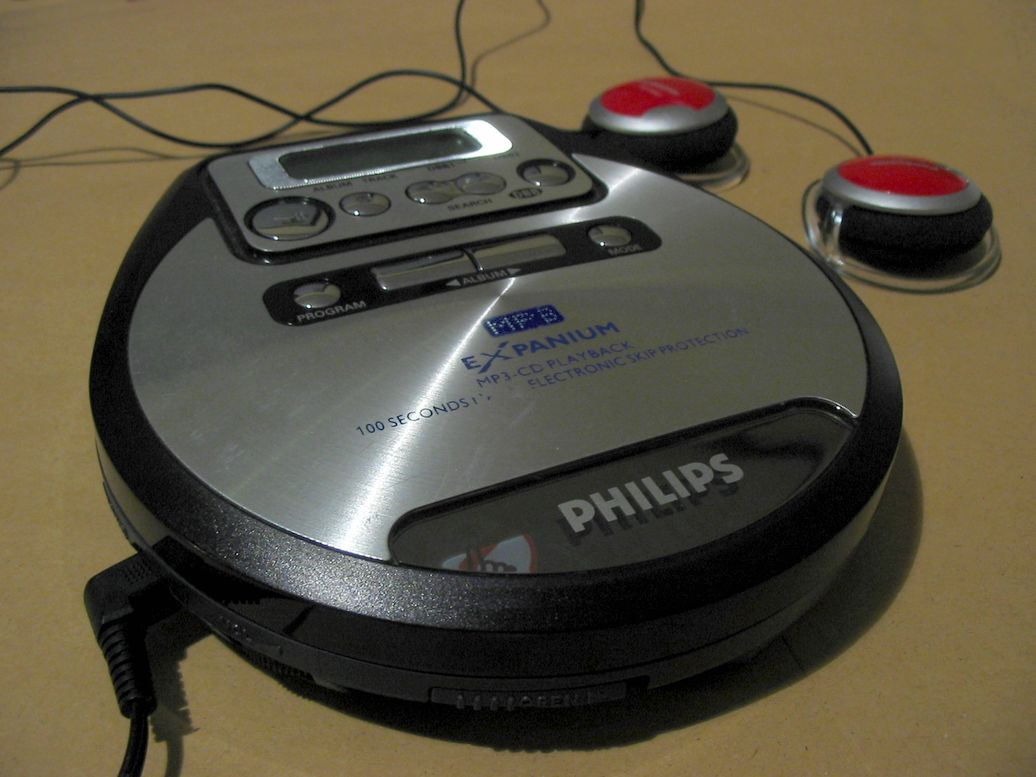
Przenośny odtwarzacz CD Philips Expanium.

Discman – niewielki, przenośny odtwarzacz CD, wyposażony w słuchawki. Nazwa „discman“ jest zastrzeżonym znakiem towarowym firmy Sony, niemniej popularnie używa się jej, podobnie jak w przypadku walkmana, jako nazwy dla ogółu tego typu urządzeń.
Pierwszym urządzeniem tego typu był Sony D-50, wprowadzony na rynek w 1984 roku. Odtwarzacz ważył 590 gramów, był wielkości czterech położonych na sobie pudełek na płyty CD i wymagał zewnętrznego zasilacza. W sprzedaży były dostępne specjalne kasety na baterie i przenośne akumulatory, które umożliwiały słuchanie muzyki bez podłączenia do gniazdka, jednak zwiększały one wymiary i ciężar całości.
Z czasem discmany stawały się poręczniejsze i uzyskiwały nowe możliwości. Pierwotnie discmany współpracowały jedynie z płytami nagranymi w formacie CD-Audio, późniejsze modele były w stanie odtwarzać również muzykę w formacie MP3, pojawiły się też przenośne odtwarzacze DVD-Video. Pozwalały na poprawną pracę pomimo wstrząsów, co umożliwiła wewnętrzna pamięć buforująca sygnał na wypadek zgubienia ścieżki. Spadał pobór energii, co pozwoliło na dłuższą pracę bez wymiany baterii czy ładowania akumulatorów. Bywały również wyposażane w uchwyt samochodowy lub pilota sterującego na podczerwień.